# لاپورت (مینه‌سوتا)
لاپورت، مینه‌سوتا (به انگلیسی: Laporte, Minnesota) یک شهر در ایالات متحده آمریکا است که در شهرستان هابرد، مینه‌سوتا واقع شده‌است.

## خصوصیات
لاپورت ۱٫۸۱ کیلومترمربع مساحت و ۱۱۱ نفر جمعیت دارد و ۴۱۲ متر بالاتر از سطح دریا واقع شده‌است.